# Sinolatynistyka
Sinolatynistyka – dziedzina zajmująca się badaniem pierwszych europejskich dzieł poświęconych Chinom, które pisano w języku łacińskim i które uznaje się za początki zachodniej sinologii. Autorami tych pism byli na ogół misjonarze jezuiccy w Chinach, jak Matteo Ricci czy Michał Boym, a także redaktorzy zbiorów wydawanych w Niemczech, Włoszech czy Francji, m.in. Athanasius Kircher.
Badania sinolatynistyczne prowadzone m.in. w Instytucie Monumenta Serica w Sankt Augustin pod Bonn, a także na UAM w Poznaniu.